# Ultreia
Ultreia è un album discografico del gruppo musicale italiano Randone, pubblicato nel 2014 dalla etichetta discografica Electromantic Music e dal distributore Ma.Ra.Cash Records. Ultreia è il primo atto della trilogia "Canzoni sulla via", opera ispirata al Cammino di Santiago.

## Tracce
1. Ultreia
2. La cabra negra
3. Il canto della vita
4. Mariposas
5. Soy peregrino
6. Qui ed ora
7. El trovador enamorado
8. Rosa
9. So close, so far away
10. Hasta la vista, Diego
11. La Iglesia de la Virgen blanca
12. Santiago

## Formazione

### Gruppo
- Nicola Randone: voce, chitarra acustica 12 corde, tastiere
- Marco Crispi: chitarra elettrica solista
- Livio Rabito: basso
- Maria Modica: voce femminile
- Riccardo Cascone: batteria e percussioni

### Altri musicisti
- Beppe Crovella: moog, mellotron, organo Hammond B3
- Carmelo Corrado Caruso: baritono
- Massimiliano Sammito: flauto, armonica e percussioni